# Distrito de Alb-Danubio
El Distrito de Alb-Danubio es un distrito rural (Landkreis) situado en el este del estado federal de Baden-Wurtemberg. Junto con el Distrito de Biberach y el distrito urbano de Ulm forma la Región Donau-Iller. Los distritos vecinos son (empezando por el norte y en el sentido de las agujas del reloj), el Distrito de Göppingen, el Distrito de Heidenheim, los distritos bávaros de Günzburg y Neu-Ulm, el Distrito de Biberach y el Distrito de Reutlingen. La capital del distrito recae sobre la ciudad de Ulm.

## Geografía
El distrito de Alb-Danubio toca en el norte al Jura de Suabia y en el sur a la Suabia Superior. En el sur del distrito corre, de sudeste a noreste, el Danubio.

## Demografía
El número de habitantes ha sido tomado del censo de población (¹) o datos de la oficina de estadística de Baden-Wurtemberg.
| Año                     | N.º Habitantes |
| ----------------------- | -------------- |
| 31 de diciembre de 1973 | 155.120        |
| 31 de diciembre de 1975 | 155.694        |
| 31 de diciembre de 1980 | 160.377        |
| 31 de diciembre de 1985 | 159.543        |
| 27 de mayo de 1987 ¹    | 160.244        |

| Año                     | N.º Habitantes |
| ----------------------- | -------------- |
| 31 de diciembre de 1990 | 168.981        |
| 31 de diciembre de 1995 | 180.309        |
| 31 de diciembre de 2000 | 185.929        |
| 31 de diciembre de 2005 | 190.233        |
| 30 de junio de 2006     | 190.182        |

## Ciudades y municipios

### Ciudades
| 1. Blaubeuren 2. Dietenheim 3. Ehingen 4. Erbach 5. Laichingen 6. Langenau 7. Meßkirch 8. Munderkingen 9. Schelklingen |

### Municipios
1. Allmendingen
2. Altheim
3. Altheim (Alb)
4. Amstetten
5. Asselfingen
6. Ballendorf
7. Balzheim
8. Beimerstetten
9. Berghülen
10. Bernstadt
11. Blaustein
12. Börslingen
13. Breitingen
14. Dornstadt
15. Emeringen
16. Emerkingen
17. Griesingen
18. Grundsheim
19. Hausen am Bussen
20. Heroldstatt
21. Holzkirch
22. Hüttisheim
23. Illerkirchberg
24. Illerrieden
25. Lauterach
26. Lonsee
27. Merklingen
28. Neenstetten
29. Nellingen
30. Nerenstetten
31. Oberdischingen
32. Obermarchtal
33. Oberstadion
34. Öllingen
35. Öpfingen
36. Rammingen
37. Rechtenstein
38. Rottenacker
39. Schnürpflingen
40. Setzingen
41. Staig
42. Untermarchtal
43. Unterstadion
44. Unterwachingen
45. Weidenstetten
46. Westerheim
47. Westerstetten

### Distritos administrativos
1. Allmendingen
2. Blaubeuren
3. Dietenheim
4. Dornstadt
5. Ehingen
6. Kirchberg-Weihungstal
7. Laichinger Alb
8. Langenau
9. Lonsee-Amstetten
10. Munderkingen

### Descripción
Sobre plata, un águila negra con cabeza doble. En su pecho, un escudo dividido con tres astas negras sobre fondo dorado en la izquierda y tres barras rojas que se alternan con blancas en la derecha.

### Historia
El águila imperial simboliza la ciudad imperial libre de Ulm. Las astas, el reino de Württemberg y las barras a los Condes de Burgau y los Condes de Berg, que tuvieron territorio en el distrito.